# یخچال طبیعی بند قراء
یخچال طبیعی بند قراء یک یخچال طبیعی واقع در شهرستان کوهسرخ است که در تمام فصل‌ها دارای یخ می‌باشد و تا چندسال گذشته که هنوز اهالی روستاهای بند قراء، توندر و خرو از وجود برق برخوردار نبودند؛ یخ‌شان را از این یخچال طبیعی تأمین می‌کرده‌اند.